# نال (کمیک)
نال (به انگلیسی: Knull) یک شخصیت خیالی ابرشرور در کتاب‌های کامیک آمریکایی منتشر شده توسط مارول کامیکس است، که توسط نویسنده دانی کیتس و طراح رایان استگمن خلق شده ومعمولاً با شخصیت‌های ونوم و کارنیج در ارتباط است. این شخصیت به عنوان یک خدای شیطانی متولد شده از ورطه تاریکی شناخته شده‌است، و کسی است که شمشیر تمام سیاه (شمشیر نکرو) و نژادهای بیگانه‌ای همچون کلینتار و اگزولون را خلق کرده است. این شخصیت بعداً نقش مهمی را در جهان مارول ایفا کرد.
کنال بعد از رویداد کارنیج مطلق از قفس سمبیوتی خود که به نام سیاره کلینتار شناخته میشد آزاد شده و پس از حمله و نابودی تعدادی از سیارات و بخش بزرگی از ناوگان  کری_اسکرال به سیاره زمین حمله کرد و کل سیاره را در تاریکی مطلق فرو برد. او بعدا توسط همتای رقیب خود ،خدای روشنایی که پیشتر با نام کاپیتان یونیورس شناخته میشد. و ادی براک/ونوم را به عنوان میزبان برگزیده بود. شکست خورد.